# Wolfgang Jacobi (Physiker)
Wolfgang Jacobi (* 17. Mai 1928 in Frankfurt am Main; † 3. März 2015) war ein deutscher Physiker und Strahlenschützer.

## Leben
Wolfgang Jacobi wurde als Sohn des Chemikers Constantin Jacobi geboren. Nach einem Studium der Physik und Biophysik von 1946 bis 1951 an der Johann Wolfgang Goethe-Universität in Frankfurt am Main wurde 1953 zum Dr. rer. nat. promoviert. Er arbeitete zunächst von 1953 bis 1957 als Wissenschaftlicher Mitarbeiter am Max-Planck-Institut für Biophysik in Frankfurt und von 1957 bis 1972 am Hahn-Meitner-Institut für Kernforschung in Berlin als Leiter der Abteilung Strahlenphysik. Nach seiner Habilitation im Jahr 1962 begann er seine Lehrtätigkeit an der Technischen Universität Berlin, wo er 1967 außerplanmäßiger Professor wurde. Ab 1976 lehrte er in München. Im Jahr 1972 übernahm er die Leitung des Instituts für Strahlenschutz der damaligen Gesellschaft für Strahlen- und Umweltforschung mbH in Neuherberg (Oberschleißheim) bei München als Nachfolger von Felix Wachsmann, die er bis zu seinem altersbedingten Ausscheiden 1993 innehatte; sein Nachfolger wurde Herwig Paretzke.
Forschungsschwerpunkte Wolfgang Jacobis waren die Exposition gegenüber Radon und die Verbesserung von Strahlenschutzkonzepten, beispielsweise wirkte er bei der Einführung der effektiven Dosis mit. Wolfgang Jacobi war von 1974 bis 1980 und von 1984 bis 1992 Mitglied und dreimaliger Vorsitzender (nämlich 1974/1975 als Gründungsvorsitzender, 1979/1980 und 1991/1992) der deutschen Strahlenschutzkommission. Er war von 1977 bis 1996 Mitglied der Internationalen Strahlenschutzkommission, langjähriges Mitglied von UNSCEAR und Präsident des Deutsch-Schweizerischen Fachverbands für Strahlenschutz des Jahres 1969. Wolfgang Jacobi wurde 1979 mit dem Bundesverdienstkreuz am Bande und 1992 mit dem Bundesverdienstkreuz Erster Klasse ausgezeichnet. 1981 hatte er den Umweltschutzpreis der Friedrich Flick-Förderungsstiftung erhalten. Die Internationale Strahlenschutzkommission verlieh ihm 1988 den Rolf-M.-Sievert-Preis.

## Veröffentlichungen (Auswahl)
Jacobi verfasste über 100 Einzelarbeiten.
- Strahlenschutz-Grundlagen. 1972.
- als Mitherausgeber: Zeitschrift Atomenergie.